# Kyra Seiler
Pour les articles homonymes, voir Seiler.
Kyra Seiler, née le 9 mai 2004, est une cavalière suisse de voltige.

## Carrière
Aux Jeux équestres mondiaux de 2018 à Tryon, elle remporte la médaille d'argent en voltige par équipes, avec Nadja Büttiker, Elisabeth Bieri, Aline Koller, Ramona Näf et Samira Koller.